# Shao Fei
Pour les articles homonymes, voir Fei.
Shao Fei (chinois simplifié : 邵飞 ; pinyin : shào fēi) est une artiste peintre de compositions à personnages, animaux, paysages, chinoise du XXe siècle, née en 1954 à Pékin.

## Biographie
Shao Fei est initiée à la peinture par sa mère qui la forme dans la ligne du Réalisme Socialiste. En 1970, elle s'enrôle dans l'armée et met ses talents artistiques au service de la propagande en créant affiches et posters. En 1976, elle devient membre de l'académie centrale des beaux-arts de Chine, à Pékin, puis participe à la création du groupe Stars et avec lui elle expose en 1979-1980.
Depuis lors, elle participe aux manifestations importantes en Chine. À l'étranger, elle figure en 1982 à l'Exposition de l'Académie Centrale de Pékin, puis au Canada, et encore à l'Exposition itinérante La Peinture Chinoise Contemporaine aux États-Unis en 1984-85 ; à « Stars : Dix ans » à Taïwan et à Hong Kong en 1989.
Elle pratique une peinture très libérée de la figuration, figures et environnement géométrisés, la composition très pleine dans le format dans une intention décorative. Une telle géométrisation, la composition dense, une gamme de tons sourds, la ferait supposer, en France, issue de l'enseignement de Gromaire à l'École nationale supérieure des arts décoratifs.